# سیارک ۲۶۸۹۶
سیارک ۲۶۸۹۶ (به انگلیسی: 26896 Josefhudec، نامگذاری:1995OY) بیست و شش هزار و هشتصد و نود و ششمین سیارک کشف شده‌است که در ۲۹ ژوئیه ۱۹۹۵ کشف شد.